# Белоусов, Борис Николаевич
Бори́с Никола́евич Белоу́сов (27 июля 1930 года, Хотимск, Могилевская область, БССР — 27 июня 1998 года) — советский космонавт-испытатель, 3-й набор ВВС.

## Биография
Борис Николаевич Белоусов родился 27 июля 1930 года в городе Хотимск Могилёвской области, БССР.
- В 1946 году — окончил 8 классов Хотимской средней школы.
- В 1950 году — окончил Ленинградский авиационный приборостроительный техникум.
- В 1953 году — окончил Казанское военное авиационно-техническое училище Дальней авиации; специальность — техник по эксплуатации самолётов.
- В 1955 году — окончил 10 классов в вечерней школе города Брянск.
- В 1960 году — окончил электротехнический факультет Ленинградской Краснознаменной военно-воздушной инженерной академии им. А. Ф. Можайского.
  - По окончании академии, защитил дипломный проект «Система управления ИСЗ» на «отлично».
- В 1965 году — окончил с отличием философский факультет вечернего университета марксизма-ленинизма.

Имел:
- I разряд по ручному мячу,
- II разряд по волейболу,
- II разряд по баскетболу,
- III разряд по шахматам.

Борис Николаевич скончался 27 июня 1998 года от последствий тяжёлой, продолжительной болезни; похоронен на кладбище деревни Леониха (вблизи Звёздного городка) Щёлковского района Московской области.

### Космическая подготовка
- 1962 год — Прошёл медицинскую комиссию в ЦВНИАГ вместе с кандидатами в космонавты 2-го набора, и был одним из 25 финалистов, — но в отряд зачислен не был.
- 1965 год — вновь успешно прошёл медицинскую комиссию в ЦВНИАГ и был одним из 69 кандидатов признанных годными по состоянию здоровья к спецтренировкам. Однако, на итоговом заседании 23 октября 1965 года в отряд принят не был (по воспоминаниям Каманина, из-за службы тестя Белоусова переводчиком у немцев во время войны). Только после того, как за Белоусова просили и Келдыш и Королёв, он был добавлен в список, и приказом Главкома ВВС № 942 от 28 октября 1965 года назначен на должность слушателя-космонавта 1 отряда ЦПК ВВС.
- С 14 марта 1966 — слушатель-космонавт отряда слушателей-космонавтов ЦПК. С ноября 1965 по декабрь 1967 года проходил общекосмическую подготовку, был назначен старшим отряда слушателей-космонавтов.
- В сентябре 1966 года был включён в группу космонавтов для подготовки по программе полетов на корабле 7К-ВИ «Звезда».
- 25 декабря 1967 года был представлен к отчислению из отряда.
- 5 января 1968 года приказом Главкома ВВС № 03 отчислен из отряда космонавтов и откомандирован в распоряжение Главного командования Ракетных войск.
- В 1972 и 1987 годах письменно обращался к Генеральному секретарю ЦК КПСС Л.И.Брежневу и Генеральному секретарю ЦК КПСС М.С. Горбачеву соответственно, с просьбой восстановить его в отряде космонавтов и предложением своей кандидатуры для осуществления полета самого пожилого космонавта (на тот момент ему было 57 лет), однако положительного решения в обоих случаях принято не было.

### Воинские звания
- Техник-лейтенант (29.08.1953).
- Старший техник-лейтенант (13.05.1958).
- Старший инженер-лейтенант (06.06.1960).
- Инженер-капитан (15.04.1961).
- Инженер-майор (07.05.1965).
- Инженер-подполковник (11.08.1970).
- Полковник-инженер (25.09.1977).
- Полковник-инженер запаса (с 19.08.1981).

### Классность
- Военный специалист 3-го класса (12.12.1965).
- Военный специалист 2-го класса (05.05.1966)
- Инструктор парашютно-десантной подготовки (02.12. 1969).
- Летчик-испытатель 3-го класса (1973).

### Награды
- Борис Николаевич Белоусов был награждён шестью юбилейными медалями.

### Семья
- Отец — Николай Евсеевич Белоусов (1892—1979), колхозник.
- Мать — Елизавета Никитична Белоусова (1897—1957).
- Сестра — Анна Николаевна Давыдова (Белоусова) (1917—1997), учитель начальных классов.
- Брат — Иван Николаевич Белоусов (1921—1944), погиб на фронте во время ВОВ.
- Брат — Григорий Николаевич Белоусов (1923—1994), директор школы.
- Сестра — Ольга Николаевна Лебедева (Белоусова) (род. 0З.07.1924), воспитательница детского сада.
- Жена (бывшая) — Мария Антоновна Белоусова (Копылова) (15.03.1930 — 24.01.2001) до выхода на пенсию работала товароведом.
  - Дочь — Людмила Борисовна Белоусова (род. 25.06.1955), педагог, работала секретарем в коммерческой фирме.
  - Сын — Юрий Борисович Белоусов(род. 29.04.1962), военный юрист Главной военной прокуратуры, подполковник юстиции.
- Жена — Таисия Константиновна Белоусова (1939 г.р.)